# Cantón de Saint-Pierre-4
El cantón de Saint-Pierre-4 era una división administrativa francesa, que estaba situada en el departamento de La Reunión y la región de La Reunión.

## Composición
El cantón estaba formado por la comuna que le daba su nombre:
- Saint-Pierre

## Supresión del cantón de Saint-Pierre-4
En aplicación del Decreto n.º 2014-236 de 24 de febrero de 2014, el cantón de Saint-Pierre-4 fue suprimido el 22 de marzo de 2015 y la fracción de la comuna que le daba su nombre se unió con las demás para que, por medio de una reestructuración cantonal, fueran creados los nuevos cantones de Saint-Pierre-1, Saint-Pierre-2 y Saint-Pierre-3.